# Isla San Luis, Baja California
Isla San Luis är en ö i Mexiko.   Den ligger i delstaten Baja California, i den nordvästra delen av landet, 1 900 km nordväst om huvudstaden Mexico City.